# Округ Гранди (Ајова)
Округ Гранди (енгл. Grundy County) је округ у америчкој савезној држави Ајова.

## Демографија
По попису из 2010. године број становника је 12.453, што је 84 (0,7%) становника више него 2000. године.
| Група             | 2000.          | 2010.          |
| Белци             | 12.197 (98,6%) | 12.190 (97,9%) |
| Афроамериканци    | 10 (0,1%)      | 28 (0,2%)      |
| Азијати           | 36 (0,3%)      | 27 (0,2%)      |
| Хиспаноамериканци | 72 (0,6%)      | 122 (1,0%)     |
| Укупно            | 12.369         | 12.453         |